# Godzilla kontra Kosmogodzilla
Godzilla kontra Kosmogodzilla (jap. ゴジラVSスペースゴジラ Gojira tai Supēsugojira) – japoński film typu kaijū z 1994 roku w reżyserii Kenshō Yamashity. Dwudziesty pierwszy film z Godzillą.

## Fabuła
Rok 1995. Rok po fiasku z Mechagodzillą UNGCC opracowuje dwa projekty do walki z Godzillą: Projekt T, mający na celu wszczepienie Godzilli urządzenia pozwalającego kontrolować go telepatycznie, oraz japońsko-rosyjski Projekt M, pod postacią robota bojowego MOGUERA, będącego następcą Mechagodzilli. Miki Saegusa ma obiekcje wobec Projektu T, mimo prób przekonania jej, że to mniejsze zło niż MOGUERA. Na Wyspę Narodzin, odwiedzaną przez Godzillę, przybywają podporucznicy G-Force – Kōji Shinjō i Kiyo Satō – mający przygotować grunt pod realizację Projektu T. Spotykają tam majora Yūkiego, który pragnie zabić Godzillę. Wyspa Narodzin jest także domem syna Godzilli, który urósł i coraz bardziej przypomina swego ojca. Odkryte zostają także gigantyczne strzeliste kryształy.
Tymczasem niespodziewanie dziwny kosmiczny potwór atakuje stację NASA. ONZ podejmuje decyzję o wysłaniu MOGUERY na inspekcję. W tym samym czasie Miki odwiedzają Cosmos, wróżki Mothry, które przekazują jej informacje o zbliżającym się do Ziemi kosmicznym potworze. Jego celem jest zabicie Godzilli, aby ułatwić sobie podbój planety. Ostatecznie Miki zgadza się na udział w Projekcie T i przybywa na Wyspę Narodzin wraz z doktor Gondō i doktorem Ōkubo. Wkrótce miny z gazem łzawiącym, zastawione przez Yūkiego, wykazują skuteczność – najpierw przypadkowo wpada na nie mały Godzilla, a potem dorosły Godzilla, wyłaniający się z wody. Ekipie G-Force udaje się wszczepić Godzilli emiter telepatyczny, a dzięki wsparciu Miki wydaje się, że plan kontroli działa.
W przestrzeni kosmicznej MOGUERA toczy walkę z kosmicznym potworem, który łudząco przypomina Godzillę. Ostatecznie maszyna nie jest w stanie powstrzymać bestii i musi awaryjnie wrócić na Ziemię. Kosmiczny potwór dociera na Wyspę Narodzin i atakuje małego Godzillę. Widząc swoje dziecko w niebezpieczeństwie, Godzilla staje do walki, jednak nie jest w stanie pokonać przeciwnika. Ostatecznie zostaje powalony, a mały Godzilla uwięziony w klatce z kryształów. Kosmiczny potwór odlatuje z wyspy, a Godzilla niezwłocznie podąża za nim. Doktor Ōkubo uznaje Projekt T za niewypał i nakazuje opuszczenie wyspy, jednak Miki, obawiająca się o Godzillę i jego syna, decyduje się zostać. Kōji, zaczynający coś czuć do Miki, postanawia jej dotrzymywać towarzystwa wraz z Kiyo.
W siedzibie Counter-G trwa analiza pochodzenia kosmicznego potwora, nazwanego Kosmogodzillą ze względu na podobieństwo jego komórek do tych u Godzilli. Doktor Gondō spekuluje, iż komórki Godzilli znalazły w kosmosie albo z powodu Biollante, innego klona Godzilli, bądź podczas walki z Mothrą i Battrą. Komórki wchłonięte przez czarną dziurę i asymilowane przez kryształy zrodziły Kosmogodzillę. Pułkownik Asō mianuje Yūkiego pilotem przerabianej MOGUERY. Tymczasem na Wyspie Narodzin Kōji próbuje nawiązać kontakt z Miki, która mówi mu, że Godzilla też ma uczucia. Nocą nieznani sprawcy napadają Kōjiego i Kiyo oraz porywają Miki. Wkrótce Counter-G zostaje poinformowane o sytuacji. Doktor Gondō ma pomysł, kto mógł stać za porwaniem. Wyjaśnia się też skąd u Yūkiego nienawiść do Godzilli. Otóż jej brat Gorō, który zginął w 1989 roku podczas ataku Godzilli, był najlepszym przyjacielem Yūkiego i ten z tego powodu chce się zemścić.
Okazuje się, że Miki porwała mafię, z którą kontakt miał doktor Ōkubo. Celowo sabotował on Projekt T, aby później użyć Miki do kontrolowania Godzilli i zdobycia mafijnych wpływów. Na ratunek Miki ruszają Yūki, Kōji i Kiyo, którym udaje się ją odbić. W międzyczasie Kosmogodzilla przelatuje nad kolejnymi japońskimi miastami, a za nim podąża Godzilla. Wkrótce zmodyfikowana MOGUERA z Yūkim, Kōjim i Kiyo jako pilotami zostaje wysłana do Fukuoki, gdzie Kosmogodzilla tworzy swoją krystaliczną twierdzę wokół Fukuoka Tower. Sytuacja komplikuje się, gdy w zatoce Kagoshima pojawia się Godzilla. Yūki, nadal pałający do niego urazą, decyduje się go zaatakować, wbrew dowództwu i reszcie pilotów. Kōji ogłusza go, po czym z powrotem udaje się w stronę Fukuoki.
MOGUERA początkowo radzi sobie w walce z Kosmogodzillą, lecz ostatecznie zostaje powalona. Gdy na miejsce dociera Godzilla, Kosmogodzilla ujawnia kolejne zdolności dające mu przewagę. Godzilla orientuje się, że siła jego wroga leży w kryształach, więc zaczyna je niszczyć. Po odkryciu powiązania Fukuoka Tower z Kosmogodzillą, piloci MOGUERY rozdzielają robota na dwa pojazdy: Star Falcon i Land Moguera, atakując więżę, co dodatkowo osłabia wroga. Wspólnie z Godzillą niszczą kryształy na barkach Kosmogodzilli, ale MOGUERA ulega poważnemu uszkodzeniu, a załoga musi się ewakuować. Yūki pozostaje na pokładzie, by pomóc Godzilli, a Kōji, wspierany telepatycznie przez Miki, ratuje go ze zgliszczy MOGUERY. Godzilla niszczy osłabionego Kosmogodzillę. Yūki wreszcie odpuszcza swoją nienawiść do Godzilli, który wraca na Wyspę Narodzin. Miki pokazuje Kōjiemu, jak oswobodzony mały Godzilla uczy się używać termonuklearnego promienia.

## Obsada
- Megumi Odaka – Miki Saegusa
- Akira Emoto – mjr G-Force Akira Yūki
- Jun Hashizume – ppor. G-Force Kōji Shinjō
- Zenkichi Yoneyama – ppor. G-Force Kiyoshi „Kiyo” Satō
- Towako Yoshikawa – dr Chinatsu Gondō
- Yōsuke Saitō – dr Susumu Ōkubo
- Kenji Sahara – sekretarz UNGCC Takayuki Segawa
- Akira Nakao – płk G-Force Takaaki Asō
- Kōichi Ueda – ppłk G-Force Iwao Hyōdō
- Sayako Osawa – Cosmos #1
- Keiko Imamura – Cosmos #2
- Tom Durran – McKay
- Ronald Hoerr –
  - dr Aleksandr Mammiłow,
  - spiker NASA (głos)
- Kazuki Kozakai – gracz w salonie gier
- Kunihiro Matsumura – podwładny gracza w salonie gier
- Shinji Nasu – policjant z wyspy Nakano
- Frank O’Cornor – astronauta #1
- Andrew Smith – astronauta #2
- Maxie Marczykiewicz – astronauta #3
- Kenpachirō Satsuma – Godzilla
- Ryō Hariya – Kosmogodzilla
- Wataru Fukuda – MOGUERA
- Little Frankie – mały Godzilla

## Produkcja

### Przygotowania i scenariusz
Początkowo seria Heisei miała zakończyć się poprzednim filmem Godzilla kontra Mechagodzilla II (1993), jednak dobre przyjęcie filmu, jak i opóźnione prace nad amerykańską wersją Godzilli zachęciły Tōhō, by powstała w trybie pilnym kolejna część. Jako że główna ekipa pracująca nad filmami z Godzillą była zajęta przy produkcji Yamato Takeru (1994), w tworzeniu następnego filmu uczestniczyli w niej twórcy nie mający doświadczenia w filmach kaijū, tacy jak reżyser Kenshō Yamashita i scenarzysta Kanji Kashiwa.
Pierwotnym pomysłem na film był Gojira vs. Kotei Gidora (jap. ゴジラVS皇帝ギドラ, pol. Godzilla kontra Cesarz Ghidorah), w którym na Ziemię przybywa kosmita łudząco podobny do Króla Ghidory. Gdy uznano, że potwór będzie postrzegany jako zbyt podobny do Orochiego występującym w Yamato Takeru, zastąpiono go kosmiczną wersją Godzilli. Projekt przemianowany na Gojira Saidai no Kessen (jap. ゴジラ最大の決戦, pol. Super Wojny Godzilli) opowiadał jak kosmiczny klon Godzilli powstały przez komórki Biollante przybył na Ziemię z będącymi w nim symbiozie armią kosmicznych ważek. Potwory porwały małego Godzillę tylko po to, by zwabić Godzillę i osłabić go. W finale miała odbyć się bitwa pomiędzy Godzillą, Mechagodzillą z poprzedniego filmu i kosmicznym Godzillą. Kierownik efektów specjalnych Kōichi Kawakita uznał udział Mechagodzilli za zbyt powtarzalny i zamiast tego wziął Moguerę z filmu Tajemniczy przybysze (1957).
W nowej wersji nazwanej Gojira vs. Asutorogojira (jap. ゴジラVSアストロゴジラ, pol. Godzilla kontra AstroGodzilla). W tej wersji AstroGodzilla, kosmiczny klon Godzilli powstały na bazie lodu został stworzony przez komórki Biollante i miał zdolność telepatycznego kontrolowania innych form życia i wykorzystywał tę moc do kontroli nad Miki Saegusą, małym Godzillą oraz armią gigantycznych ważek z kosmosu . AstroGodzilla miał porwać małego Godzillę, co zmusiło Godzillę do przybycia w Japonii i zawiązania sojuszu z Moguerą i powracającą z kosmosu Mothrą .
Scenarzysta Godzilla kontra Biollante (1989), Shinichirō Kobayashi przerobił Gojira vs. Asutorogojira na Gojira vs. Neogojira (jap. ゴジラVSネオゴジラ, pol. Godzilla kontra Neo Godzilla), w którym antagonistą był Kryształowy Godzilla (jap. クリスタルゴジラ Kurisutarugojira; ang. CrystalGodzilla), a głównym motywem przewodnim było hasło „życie organiczne kontra życie kryształowe” .
Motyw Kryształowego Godzilli wyewoluował w Kosmogodzillę i właściwości oparte na kryształach, zaś scenariusz stał się wczesną formą Godzilla kontra Kosmogodzilla. Pomysłem producenta filmu Shōgo Tomiyamy był wątek romansowy dla Miki Seagusy, by „zaczęła myśleć o kimś innym niż Godzilla”, co zaaprobował Yamashita specjalizujący w tego typu kinie. Innym pomysłem reżysera były noszone przez Miki kolczyki ze znakiem Mothry, mieniące się podczas stosowania telepatycznych zdolności.

### Casting
Tomiyama nakazał udział Juna Hashizume i Megumi Odaki w filmie, jednak w wyborze reszty aktorów dał wolną rękę reżyserowi Yamashicie. Oprócz Megumi Odaki ponownie swe role powtórzyli Akira Nakao, Kōichi Ueda, Kenji Sahara, Sayako Osawa i Keiko Imamura. Za pośrednictwem agencji aktorskiej Inagawa Motoko Office amerykański statysta Ronald Hoerr otrzymał rolę doktora Mammiłowa. Hoerr dodatkowo użyczył głosu spikera NASA podczas wywoływania Moguery. Z tej samej agencji byli inni nie-japońscy aktorzy występujący w filmie.
Do roli Godzilli ponownie wrócił Kenpachirō Satsuma. W rolę Moguery wcielił się Wataru Fukuda, wcześniej grający Mechagodzillę w Godzilla kontra Mechagodzilla II, zaś małego Godzillę zagrał cierpiący na karłowatość japoński zawodowy zapaśnik Little Frankie. Kosmogodzillę zagrał Ryō Hariya będący debiutującym aktorem. Satsuma miał obiekcje do stylu aktorskiego Fukudy, jednocześnie dobrze wspominał pracę z Hariyą i uważał, że on powinien grać Godzillę w następnych filmach.

### Muzyka
Dotychczasowy kompozytor serii, Akira Ifukube odmówił skomponowania muzyki po przeczytaniu scenariusza uznając go za zbyt młodzieżowy, dodatkowo był niedostępny. Wobec tego Yamashita na kompozytora wybrał Takayukiego Hattoriego, którego zarekomendował jego znajomy.
Z intencji Yamashity powstała piosenka Echoes of Love zespołu Date of Birth umieszczona na napisach końcowych.

### Zdjęcia
Sceny w Fukuoce zawierają sceny z hotelem Sea Hawk ukończonym rok temu, ale kolor został zmieniony w postprodukcji z powodu skarg hotelu. Sceny z Fukuoka Dome nie zostały stworzone, ponieważ pojawiła się w Gamera: Guardian of the Universe (1995), która była w produkcji w tym samym czasie. Scena, w której Kosmogodzilla atakuje Kobe została nakręcona około sześć miesięcy przed tamtejszym trzęsieniem ziemi w 1995 roku.
Część scen zostało wyciętych, m.in. nakazanie Kōjiemu i Kiyo przenieść się Projekt M do Projektu T, atak jednostki czołgowej G-Force atakującej Godzillę w górach prefektury Ōita czy lądowanie Kosmogodzilli w Tokio.
Nakręcona została scena, gdzie Godzilla desperacko próbuje oswobodzić swego syna z kryształowej pułapki, jednak nie przystawała do lżejszego tonu filmowego, co spotkało się z rozczarowaniem Kenpachirō Satsumy, dla którego była okazja odegrania emocji wcielanej przez niego postaci. Satsuma narzekał też na wycięcie sceny, gdzie Godzilla w Fukuoce na moment zatrzymuje, a potem dalej kontynuuje wędrówkę, co według ekipy filmowej kłóciło się z wizerunkiem Godzilli jako nie zatrzymującej się siły.

### Efekty specjalne
Początkowo Shinji Nishikawa odpowiadający za wizerunki potworów w serii Heisei wyobrażał Kosmogodzillę jako smoka posiadającego płetwy grzbietowe przypominające bardziej skrzydła. Ostateczny wizerunek Kosmogodzilli został oparty na zmodyfikowanym wyglądzie Super Godzilli z gry komputerowej na SNES Super Godzilla (1993), oba autorstwa Minoru Yoshidy.
Jako że syn Godzilli był najbardziej oczekiwaną postacią w następnym filmie, Kōichi Kawakita zlecił przerobienie wyglądu syna Godzilli na bardziej kreskówkowy, gdyż to miało przyciągnąć widownię żeńską, a także nie przepadał za jego dinozaurzym wyglądem w Godzilla kontra Mechagodzilla II. Z tego powodu pojawiła się obalona potem plotka, jakoby miał powstać telewizyjny film Little Godzilla’s Underground Adventure z udziałem małego Godzilli.
Kostium MOGUERY został stworzony z trzech segmentów.
Klapa finansowa Yamato Takeru spowodowała obcięcie budżetu Godzilla kontra Kosmogodzilla, co odbiło się na efektach specjalnych. Za sceny z efektami specjalnymi odpowiadał Kōichi Kawakita, jednocześnie kilka z nich był odpowiedzialny Kenshō Yamashita.
Z powodu cięć budżetowych kostium Godzilli nie był gotowy i trzeba było wykorzystać poprzednie kostiumy z Godzilla kontra Mothra (1992) i Godzilla kontra Mechagodzilla II. Sceny były problemem, ponieważ kostium z Godzilla kontra Mechagodzilla II niszczył się i miał uszkodzony ogon. Sceny z kostiumem z Godzilla kontra Mothra wykorzystano w scenach wodnych, gdzie odcięto nogi w okolicach kolan i ogon, którym potem manipulowano za pomocą dźwigniowego urządzenia.
Sekwencja ataku G-Force na Godzillę w zatoce Kagoshima nie wyszła jak należy i Kōichi Kawakita chciał ponownie ją nakręcić, jednak z powodu braku czasu i środków wykorzystano odpowiednie fragmenty Godzilla kontra Biollante i Godzilla kontra Mothra.

### Postprodukcja
Tōhō zleciło na rynek międzynarodowy anglojęzyczną wersję Godzilli kontra Kosmogodzilli wykonaną przez studio Omni Productions z Hongkongu. W tej wersji anglojęzyczny głos spikera dokonany przez Hoerra został usunięty.

## Odbiór filmu
Film miał premierę w japońskich kinach 10 grudnia 1994 roku.
Polska premiera filmu odbyła na kanale TVP1 29 czerwca 2001 roku.

### Wyniki kasowe
Film przy koszcie 1 mld jenów zarobił 1,65 mld jenów w samej Japonii przy sprzedanych 3,4 mln biletach, stając się tym samym najbardziej dochodowym filmem w japońskich kinach, i ponad 2,64 mld jenów na świecie (nie licząc zysków ze sprzedaży VHS i DVD). Ponieważ projekcja filmu zbiegła się z trzęsieniem ziemi w Kobe, Tōhō obawiało się, że wydarzenie zniechęci widzów z powodu głównej sekwencji bitew, która rozgrywa się w tym samym obszarze, i dlatego starało się temu zaradzić, obniżając ceny biletów.

### Krytyka
Film zdobył mieszane recenzje. Ed Godziszewski dla serwisu Monster Zero nazwał ten film „dziwnie mało zaangażowanym wysiłkiem”, który „rozczarowuje prawie wszystkimi aspektami produkcji”. Serwis American Kaiju skrytykował nierówne tempo i efekty specjalne i „wyjątkowo nierówną historię”, ale chwalił niektóre efekty specjalne i walki potworów. Serwis DVD Cult chwalił sceny zniszczenia i bitew z potworami i projekt Kosmogodzilli „na pewno jest znacznie bardziej groźny niż cokolwiek, co kiedykolwiek wymyślili Dean Devlin i Roland Emmerich”. Anthony Romero w serwisie Toho Kingdom powiedział, że film jest „daleki od strasznego”, ale i też „niedocenionego filmu” i czuł, że cierpi z powodu zbyt skomplikowanej historii, słabo rozwiniętych postaci i dającej się zapomnieć muzyki.
Takao Okawara, reżyser większości filmów z serii Heisei, uważał, że film ma kilka imponujących scen, jednak nie rozumiał dlaczego wielu ludzi go tak lubi.
Przez wielu film jest uważany za najsłabszy z serii Heisei.

## Odniesienia w kulturze popularnej
- Brytyjski muzyk hip hopowy DJ Subroc pośmiertnie nosił pseudonim SpaceGodZilla[36][37][38].
- W scenach początkowych filmu Armageddon (1998) pies jednego z przechodniów atakuje sprzedawane na ulicy figurki Godzilli. Wśród nich jest zabawka Kosmogodzilli firmy Trendmasters[39].
- W segmencie programu The Colbert Report pt. MLK Day Mascot pojawia się Godzilla z tego filmu przerobiony na maskotkę Dnia Weteranów[40].
- Mały Godzilla i jego ojciec pojawili się w dwóch humorystycznych reklamach promujących festiwal Cinepocalypse 2019[41][42].
- Mały Godzilla i Godzilla Junior z filmu Godzilla kontra Destruktor (1995) pojawili się jako nieznośna widownia w reklamie społecznej How to Make Godzilla Really Angry sieci kin Alamo Drafthouse dot. zachowania w kinie[43].